# 자딘 하우스
자딘 하우스(중국어: 怡和大廈)은 중화인민공화국 홍콩에 위치한 마천루이다.

## 같이 보기
- 홍콩의 마천루 목록